# 克里斯蒂安·卡尔松
克里斯蒂安·卡尔松（瑞典語：Kristian Karlsson，1991年8月6日—），生于特羅爾海坦，瑞典男子乒乓球运动员。克里斯蒂安在8岁时开始练习乒乓球，他直到16岁时一直居住在家乡，高中时他离开了家乡。他和同期队友马蒂亚斯·卡尔松曾经同姓。

## 职业生涯
2018年5月，卡尔松代表东道主瑞典队出战2018年世界乒乓球團體錦標賽，并随队获得一枚铜牌。
在2021年11月举办的世界乒乓球锦标赛上，卡尔松同队友马蒂亚斯·法尔克搭档，在男双比赛中连续击败各路高手勇夺冠军，为瑞典乒乓球男队时隔21年再次夺得世界锦标赛冠军。
2023年9月，歐洲桌球錦標賽于瑞典马尔默举办，卡尔松所在的瑞典男队作为东道主，在男团决赛战胜德国男队，其中卡尔松在第三盘单打比赛中以3比2战胜斯坦普，帮助瑞典队时隔21年重夺欧锦赛男团冠军。
2024年巴黎奥运会，卡尔松同队友特魯爾斯·莫雷加德、安东·卡尔伯格合作，在团体比赛中闯入决赛并最终收获银牌，这也是瑞典队首次获得奥运会乒乓球男团项目奖牌。